# Хагер, Марк
Маркус Уильям (Марк) Хагер (англ. Marcus William (Mark) Hager; род. 28 апреля 1964, Мэриборо) — австралийский хоккеист на траве, центральный нападающий; тренер. Бронзовый призёр летних Олимпийских игр 1996 года, участник летних Олимпийских игр 1988 года, чемпион мира 1986 года, бронзовый призёр чемпионата мира 1994 года как игрок; бронзовый призёр летних Олимпийских игр 2020 года, участник летних Олимпийских игр 2012 и 2016 годов как тренер.

## Биография
Марк Хагер родился 28 апреля 1964 года в австралийском городе Мэриборо.

### Игровая карьера
Играл в хоккей на траве за сборную Западной Австралии.
В 1985 году дебютировал в сборной Австралии.
В 1986 году завоевал золотую медаль чемпионата мира в Лондоне.
В 1988 году вошёл в состав сборной Австралии по хоккею на траве на летних Олимпийских играх в Сеуле, занявшей 4-е место. Играл на позиции нападающего, провёл 7 матчей, забил 8 мячей (три в ворота сборной Кении, два — Аргентине, по одному — Нидерландам, Пакистану и Великобритании).
В 1994 году завоевал бронзовую медаль чемпионата мира в Сиднее.
В 1996 году вошёл в состав сборной Австралии по хоккею на траве на летних Олимпийских играх в Атланте и завоевал бронзовую медаль. Играл на позиции нападающего, провёл 7 матчей, забил 3 мяча (по одному в ворота сборных ЮАР, Нидерландов и Великобритании). Был капитаном команды.
В 1985—1996 годах провёл за сборную Австралии 231 матч, забил 179 мячей.

### Тренерская карьера
По окончании игровой карьеры стал тренером.
В 1998—2000 годах тренировал «Тандерстикс», с которыми завоевал две золотых медали чемпионата Австралии.
В 2001 году привёл женскую молодёжную сборную Австралии к бронзовым медалям чемпионата мира.
В 2001—2004 годах был ассистентом главного тренера женской сборной Австралии, которая в этот период заняла 5-е место на летних Олимпийских играх 2004 года и выиграла Трофей чемпионов 2003 года.
В 2005—2009 годах был главным тренером мужской молодёжной сборной Австралии, с которой в 2005 году выиграл серебро чемпионата мира.
В 2005—2007 годах был главным тренером сборной Австралийского института.
В 2012—2018 годах был главным тренером женской сборной Новой Зеландии, с которой дважды занял 4-е место на летних Олимпийских играх 2012 и 2016 годов и выиграл хоккейный турнир Игр Содружества 2018 года. Параллельно возглавлял индийский «Калинга Лансерз».
В 2019 году стал главным тренером женских сборных Англии и Великобритании. В 2021 году привёл британок к бронзовым медалям летних Олимпийских игр в Токио.
В 2021 году вернулся в Австралию и стал техническим руководителем национальной программы подготовки спортсменов Федерации хоккея на траве Австралии.
В феврале 2024 года назначен главным тренером сборной Австралии.

## Семья
Жена — Мишель Хагер (до замужества — Кейпс; род. 1966), австралийская хоккеистка на траве. Олимпийская чемпионка 1988 года, участница летних Олимпийских игр 1992 года.
Свояченица — Ли Кейпс (род. 1961), австралийская хоккеистка на траве. Олимпийская чемпионка 1988 года.

## Увековечение
В 2005 году введён в Зал хоккейной славы Квинсленда.
В 2008 году введён в Зал хоккейной славы Австралии.
В 2009 году введёт в Зал спортивной славы Квинсленда.